# 硫酸四氨合銅
硫酸四氨合铜(II)（英語：Tetraamminecopper(II) sulfate）是化學式為[Cu(NH3)4(H2O)n]SO4的無機化合物，常溫下為深藍色的固體，是配合物。硫酸四氨合铜和Schweizer試劑有關，後者在製造嫘縈時用來製造纖維素的纖維。

## 製備，結構及性質
硫酸四氨合铜可以將濃氨水溶液加入飽和的硫酸銅水溶液中，之後再加入乙醇使硫酸四氨合铜沉澱。
{\displaystyle \mathrm {CuSO_{4}+4\ NH_{3}+H_{2}O\longrightarrow \ {[Cu(NH_{3})}_{4}]SO_{4}\cdot \ H_{2}O} }
在空氣中硫酸四氨合铜會水解，放出氨氣。
固態的硫酸四氨合铜含有[Cu(NH3)4H2O]2+離子，其分子结构為四方錐形，Cu-N及Cu-O距離約為210及233pm。

## 腐蝕
當黃銅及銅合金受到氨腐蝕時，會出現深藍色的四氨合銅配合物，後續會產生材料的龜裂。此問題首次發現是因為彈殼儲存場所附近有量的動物糞便。這種腐蝕現象稱為季裂。

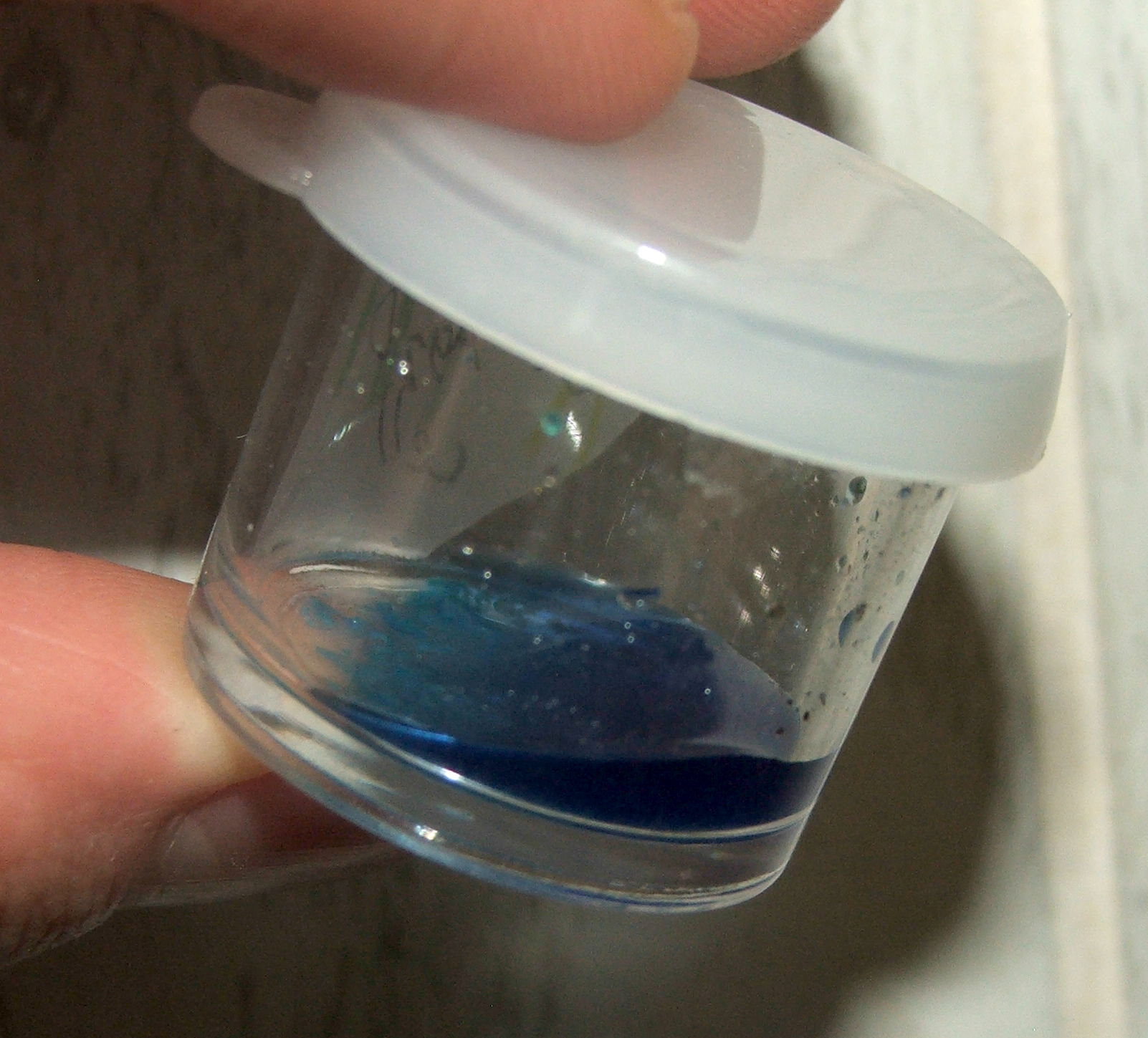
硫酸四氨合铜的氨溶液

## 外部連結
- National Pollutant Inventory - Copper and compounds fact sheet
- Material Safety Data Sheet (MSDS) （页面存档备份，存于）